# Jaroslav Věšín
Jaroslav Věšín, křtěný Jaroslav Friedrich Julius (23. května 1860 (některé dokumenty udávají chybné datum narození 23. května 1859), Vraný - 9. května 1915, Sofie) byl český malíř, profesor a zakladatel malířské školy v Sofii.

## Život
Jaroslav Věšín se narodil ve Vraném v rodině lékaře Františka Věšína. V letech 1876-1881 studoval na Akademii výtvarných umění v Praze u prof. Antonína Lhoty a Jana Swertse a od roku na malířské akademii v Mnichově (Akademie der bildenden Künste München) u prof. Carla Theodora von Piloty a Józefa Brandta.
Roku 1884 odešel na Slovensko a své obrazy představil na soukromé výstavě v Turčianském sv. Martině (1887). Roku 1889 se vrátil do Mnichova, v roce 1891 se zúčastnil Jubilejní zemské výstavy v Praze.
V roce 1897 byl zakladatelem malířské školy v Sofii a byl zde jmenován profesorem. Ze Sofie obesílal výstavy v Praze (galerie Ruch), v Mnichově (Galerie Moderner Meister), ale také v St. Louis v USA. Publikoval v časopise Zlatá Praha. Byl zpravodajem generálního štábu a dvorním malířem knížete Ferdinanda I., předsedou Sdružení jihoslovanských umělců, členem Krasoumné jednoty v Praze a Jednoty umělců výtvarných. Během života obdržel četná vyznamenání, řády a diplomy. Věšínovu podobiznu namaloval Lev Lerch.
Věšínovy obrazy jsou oceňovány i sto let po jeho smrti. Obraz Koulovačka (1892) dosáhl na aukci v Praze hodnotu 700 000 Kč.

## Dílo
Věšínova díla náleží slohově do realistické malby generace 80. let, kdy se probudil zájem o venkovský lid a národopisné žánry. Po návratu z Mnichova vystavil v Praze cyklus obrazů ze Slovácka (Slovácká svatba). Námětem jeho obrazů je obvykle konkrétní děj - svatby, hony na divokou zvěř (Snídaně v bažantnici v Průhonicích, 1890, Výsledek honby, 1890, Arcivévoda František Ferdinand na honbě, 1891), apod. Často se věnoval malbě koní (Koňský trh v Sofii, 1899, Vyjížďka na saních). V Bulharsku zachytil každodenní život bulharského venkova, etnografické motivy, vojenské výjevy, scény z 1. balkánské války, cvičení bulharské armády a ruské slavnosti na Šipce (1902). Jeho obrazy jsou v národní galerii v Sofii a ve vojenském historickém muzeu v Sofii. Obraz Útok na bodáky z roku 1912 je vystaven v erbovní hale na úřadě prezidenta.

### Zastoupení ve sbírkách
- Galerie výtvarného umění v Ostravě[6]
- Oblastní galerie v Liberci
- Alšova jihočeská galerie v Hluboké nad Vltavou
- Galerie moderního umění v Hradci Králové
- Krajská galerie výtvarného umění ve Zlíně
- Památník národního písemnictví

## Galerie

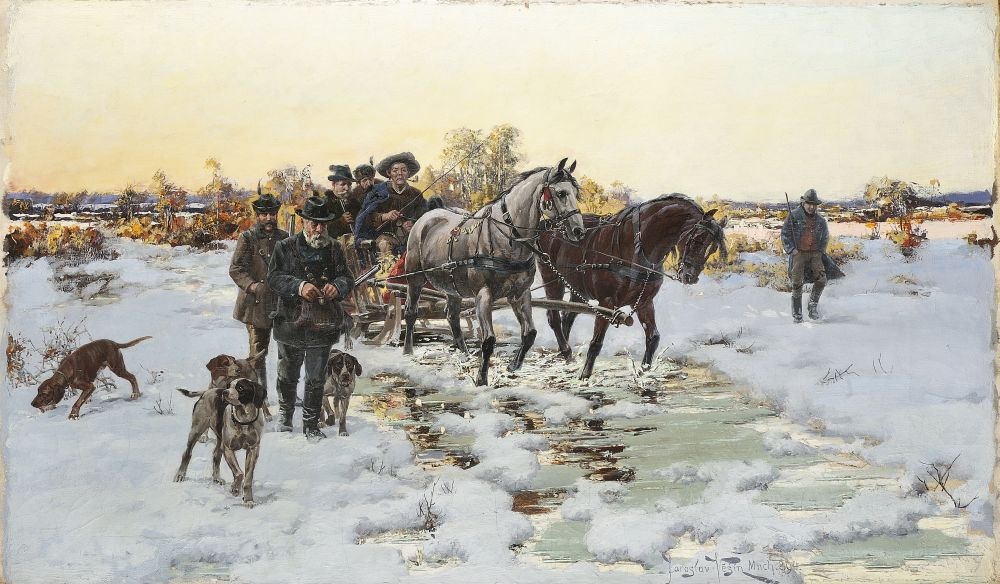
Jaroslav Věšín – Zimní vyjížďka
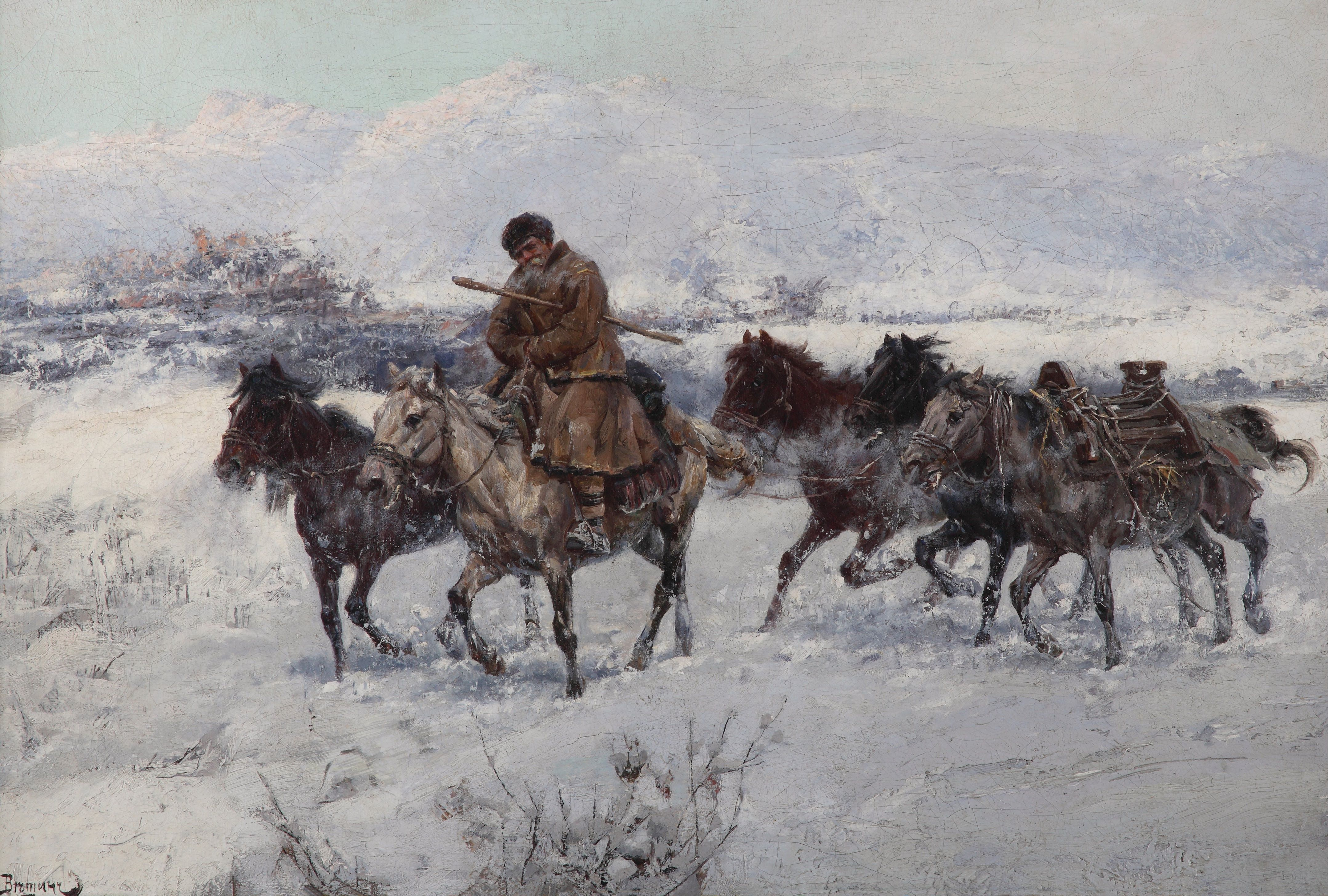
Jaroslav Věšín – Návrat z trhu
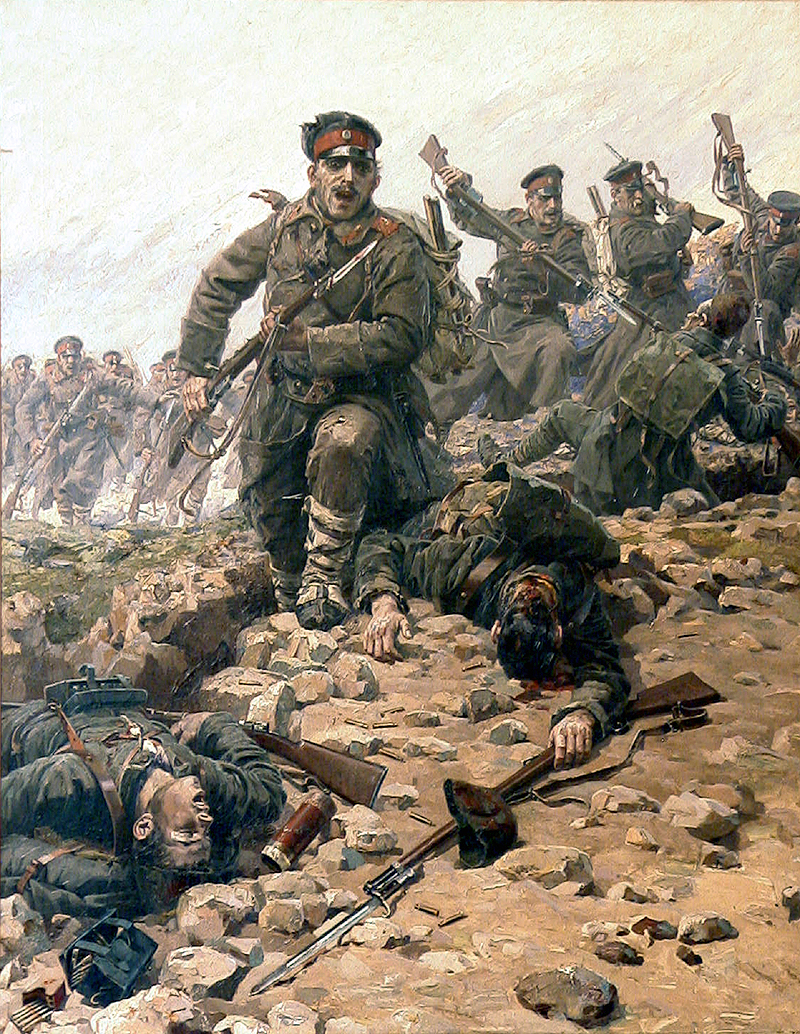
Jaroslav Věšín – Útok na bodáky
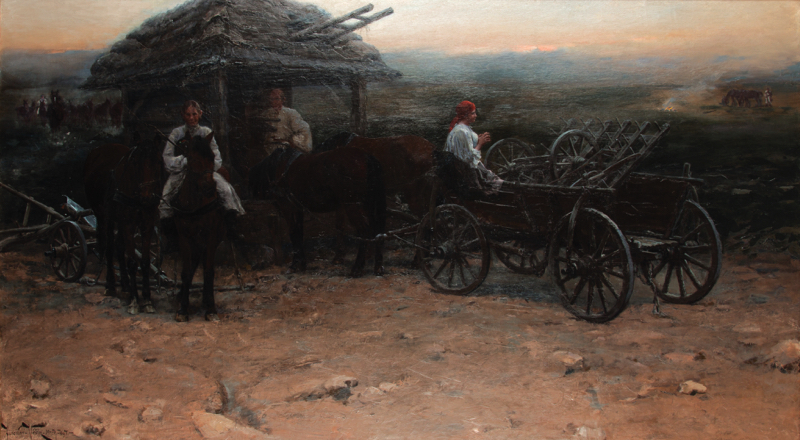
Jaroslav Věšín - Kočovníci za soumraku (1897)
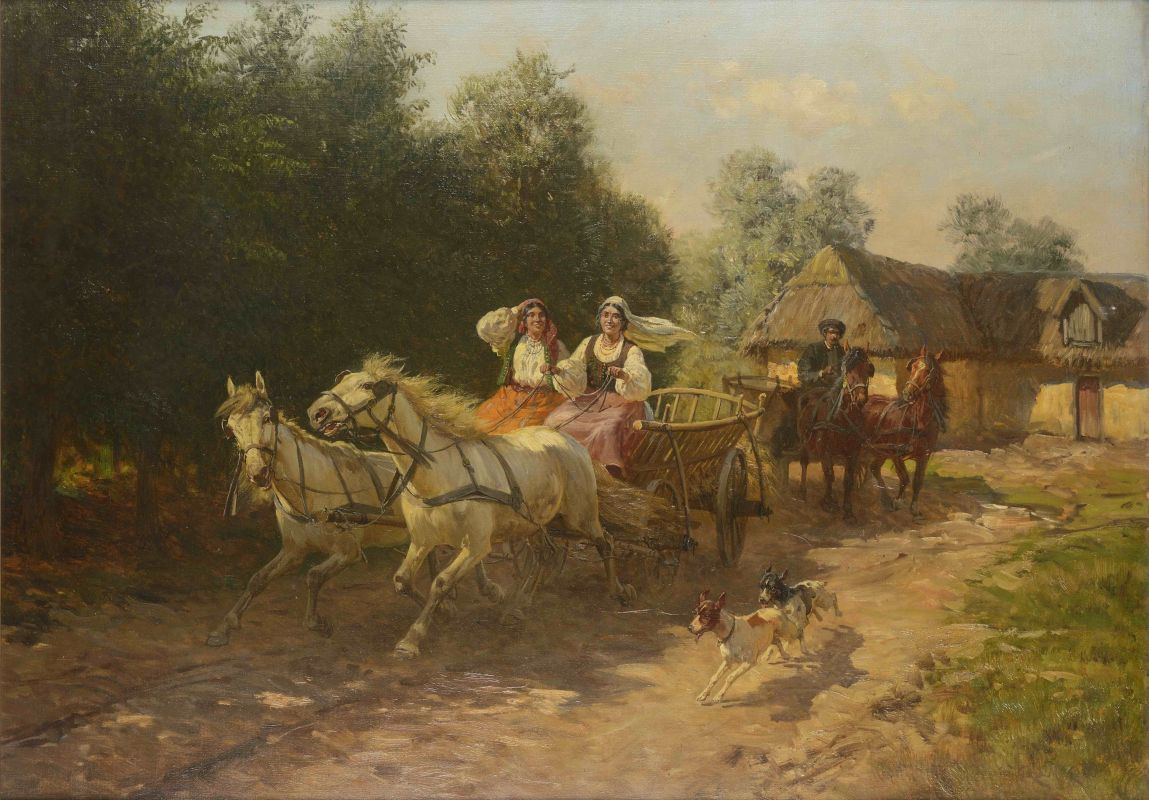
Jaroslav Věšín - Motiv z Balkánu
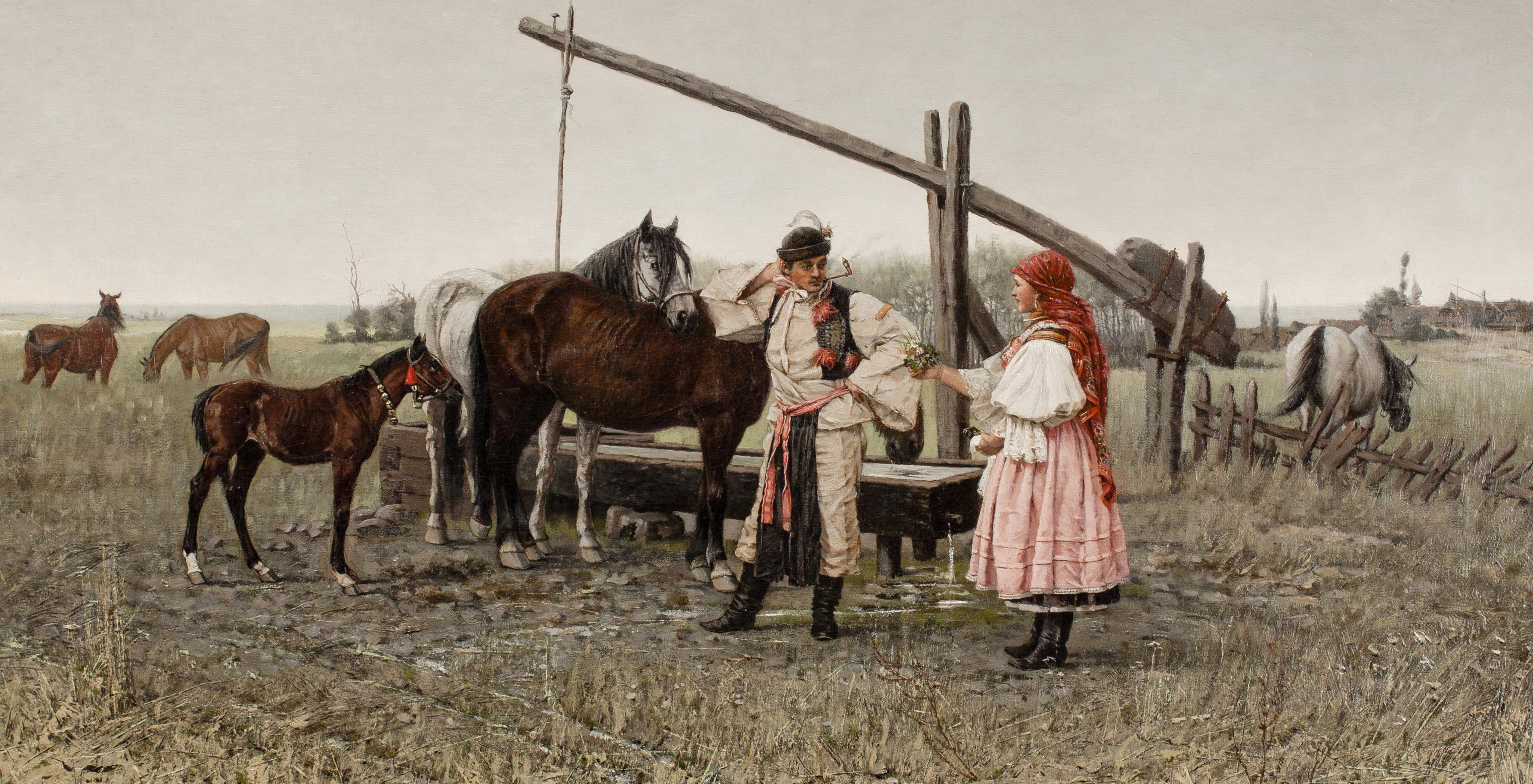
Jaroslav Věšín - Setkání u studny (1885)